# Charles Daubeny
Charles Giles Bridle Daubeny, né le 11 février 1795 et mort le 12 décembre 1867, est un  chimiste, botaniste et géologue anglais.

## Éducation
Daubeny est né à Stratton près de Cirencester dans le Gloucestershire, fils du Révérend James Daubeny. Il est allé au Winchester College en 1808, et en 1810 a été élu à un démyship au Magdalen College, Oxford, sous le Dr John Kidd. De 1815 à 1818, il étudia la médecine à Londres et à Édimbourg. Il a obtenu son diplôme de médecine à Oxford et était membre du College of Physicians.

## Travail sur le terrain
En 1819, au cours d'une tournée à travers la France, il étudia en détails le district volcanique d'Auvergne, et ses Lettres sur les Volcans d'Auvergne furent publiées dans The Edinburgh Journal. Il a été élu membre de la Royal Society en 1822.
Par des voyages ultérieurs en Hongrie, en Transylvanie, en Italie, en Sicile, en France et en Allemagne, il élargit ses connaissances sur les phénomènes volcaniques ; en 1826, les résultats de ses observations furent donnés dans un ouvrage intitulé A Description of Active and Extinct Volcanos. Comme Gay-Lussac et Davy, il considérait que les perturbations thermiques souterraines étaient probablement dues au contact de l'eau avec les métaux des alcalis et des alcalino-terreux.

## Oxford
En novembre 1822, Daubeny succède à Kidd comme professeur de chimie à Oxford, et conserve ce poste jusqu'en 1855. En 1834, il est nommé à la chaire de botanique à laquelle se rattache par la suite celle de l'économie rurale. Au jardin botanique d'Oxford, il a mené de nombreuses expériences sur l'effet des changements du sol, de la lumière et de la composition de l'atmosphère sur la végétation. En 1830, il publia dans Philosophical Transactions un article sur l'iode et le brome des eaux minérales. En 1831, Daubeny représenta les universités d'Angleterre à la première réunion de la British Association qui, à sa demande, tint sa session suivante à Oxford. En 1836, il communiqua à l'Association un rapport sur le thème des eaux minérales et thermales.
En 1837, il visita les États-Unis et y acheta les documents pour des articles sur les sources thermales et la géologie de l'Amérique du Nord, lus en 1838 devant l'Ashmolean Society et la British Association (et publiés en 1839). En 1856, il devint président de ce dernier organe lors de sa réunion à Cheltenham. L'herbier d'Oxford porte son nom, tout comme le genre végétal Daubenya.
En 1860, Daubeny a lu un article intitulé Remarks on the Final Causes of the Sexuality of Plants à la section d'histoire naturelle de la British Association for the Advancement of Science à Oxford. Le document fait référence au travail de Charles Darwin. Daubeny a été décrit comme l'un des premiers partisans de théorie de la sélection naturelle,.

## Travaux

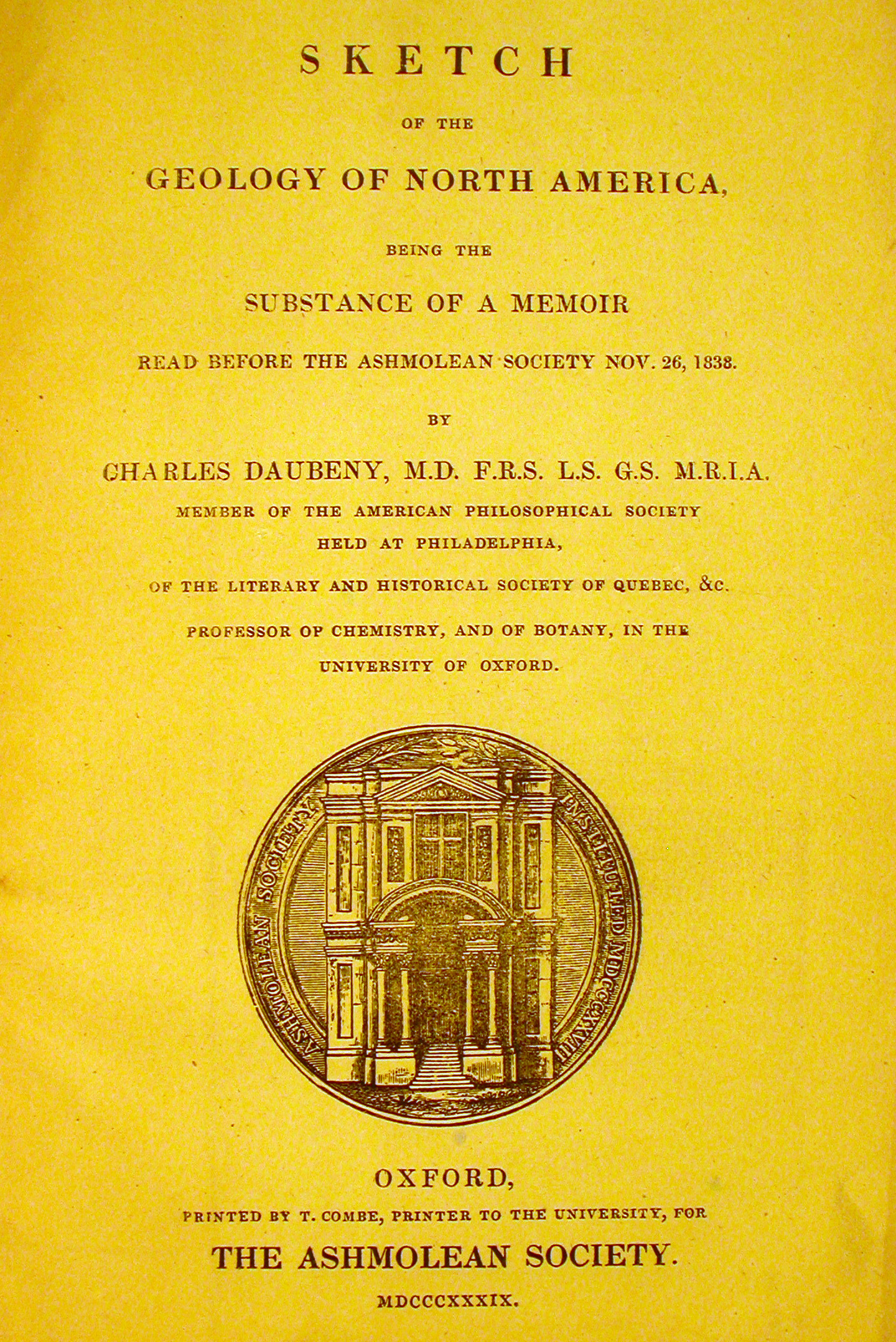
Travaux de Daubeny de 1839 sur la géologie nord-américaine.

- Une description des volcans actifs et éteints (1826)
- Introduction à la théorie atomique (1831); 2e édition, 1850 [6]
- De l'action de la lumière sur les plantes et des plantes sur l'atmosphère (1836)
- Esquisse de la géologie de l'Amérique du Nord (1839)
- Conférences sur l'agriculture (1841)
- Journal d'une tournée aux États-Unis et au Canada, faite au cours des années 1837-1838 (1843)
- Conférences sur l'élevage romain (1857)[7]; dans Climate: une enquête sur les causes de ses différences et sur son influence sur la vie végétale (1863)
- Remarques sur les causes finales de la sexualité des plantes: avec une référence particulière aux travaux de M. Darwin sur l'origine des espèces (1860)
- Essai sur les arbres et arbustes des anciens et catalogue des arbres et arbustes indigènes en Grèce et en Italie (1865) [2]
- Diverses: étant un recueil de mémoires et d'essais sur des sujets scientifiques et littéraires publiés à diverses époques (1867)